# Etiopija na ZOI 2010.
Etiopija je nastupala na XXI. Zimskim olimpijskim igrama 2010. u Vancouveru u Kanadi. Predstavljao ih je Robel Teklemariam u skijaškom trčanju. Nakon ZOI 2006. ovo im je drugi nastup u povijesti na ZOI.

## Skijaško trčanje
- Robel Teklemariam - 93. mjesto u disciplini - skijaško trčanje 15 km slobodno